# Сьоґун (мінісеріал, 1980)
«Сьоґун» (яп. 将军, англ. Shōgun) — мінісеріал 1980, історична пригодницька драма. Екранізація однойменного роману Джеймса Клавелла. 

## Сюжет
Події фільму розгортаються у квітні—вересні 1600. Голландський корабель «Еразм», керований шкіпером-навігатором англійцем Джоном Блекторном, розбивається біля берегів феодальної Японії. Блекторн оговтується у типовій японській кімнаті, місцеве населення ставиться до нього дуже дружелюбно. У селі Анджіро, в якому він опинився, йому зустрічається єзуїтський священик, в якому знаходить ворога, оскільки католицький Орден єзуїтів вважає протестантські Англію (батьківщину шкіпера) та Нідерланди (під чиїм прапором плаває його корабель) єретиками та ворогами католицької церкви. Він звинувачує Блекторна і його команду у піратстві, і голова місцевих самураїв Омі-сан садить їх у яму до прибуття місцевого даймьо, який повинен буде вирішити їх долю. Даймьо, князь Ябу, вирішує, що один з членів команди повинен бути страчений задля його задоволення. 
Блекторн спробував чинити опір проявленому варварству, але змушений поступитися силі і дивитися, як мученицьки помирає його приятель по нещастю, заживо зварений у величезному казані; пізніше сам Блекторн піддався приниженню з боку Омі-сан. Після цього йому треба їхати в Осаку, де з ним бажає познайомитися впливовий князь Торонаґа (прототипом послужив Токуґава Ієясу), який послав за Блекторном корабель під управлінням португальського шкіпера Вашку Родріґеша (Джон Ріс-Девіс). 
З цього моменту Блекторна іменують Анджін-сан, що японською означає «шкіпер». По дорозі в Осаку між Блекторном та Родріґешем встановлюються приятельські стосунки, Блекторн навіть рятує Родріґешу життя, коли той випав за борт під час шторму. Так він отримав першого боржника. Також під час плавання він дізнається від Родріґеша, що в Японії йде багаторічна громадянська війна, і що останнім часом боротьбу за владу ведуть могутні князі Ішідо та Торонаґа. 
Так, волею долі, Блекторн потрапляє у гущу цього міжусобного протистояння. Він завойовує довіру жорстокого й підступного, але допитливого та справедливого Торонаґи, стає з часом його самураєм та хатамото, а також завойовує любов прекрасної Тодо Бунтаро Маріко (Йоко Сімада). Проте надіям англійця не судилося збутися. При нападі ніндзя на замок в Осака трагічно гине Маріко-сан, а сам Блекторн ледь не позбавляється зору. Незважаючи на заступницьке ставлення могутнього Торанаги, що отримав від імператора звання сьоґуна, Блекторн позбавляється свого корабля та спершу підозрює єзуїтів у таємному підпалі, але незабаром в адресованому йому листі його загибла кохана зізнається у своїй відповідальності за підпал корабля. Вона пояснила свою дію тим, що цінує його життя більше, ніж корабель. Втративши корабель Блекторн переконується, що він ніколи не повернеться на батьківщину. 
Події серіалу мають починатися з моменту прибуття голландського судна в гавань Анджіро у квітні 1600 і закінчуватися у вересні того ж року, коли відбувається історична битва при Секіґахарі (15 вересня), в якій армія Токуґава Ієясу (в романі Йоші Торонаґа) перемагає військо свого супротивника Хідейорі (в романі Яемон). Однак при перегляді фільму виникає враження, що дії розгортаються протягом цілого ряду років. 
Джон Блекторн, герой роману Джеймса Клейвела «Сьоґун» (1975), покладеного в основу сценарію мінісеріалу, мав реальний історичний прототип — англійського моряка Вільяма Адамса (1564 — 1620), який потрапив до Японії у 1600, відправившись двома роками раніше в експедицію через Магелланову протоку на голландському судні «Ліфде» («Милосердя»). Коли корабель розбився на острові Кюсю, Адамс також був поміщений у в'язницю в Осаці за помилковими наклепами єзуїтів, але незабаром був звільнений, і згодом користувався чималою довірою Токугави Ієясу, для якого він збудував корабель європейського типу. Вільям Адамс помер у 1620, проживши в Японії 20 років, завівши тут другу родину та так і не повернувшись на батьківщину, до Англії. Згодом на його честь у Токіо (Едо) назвали квартал Анджін-ті, а його син (від японки) Джеймс у 1636 вибудував на честь батька поминальний храм. 

## У ролях
- Річард Чемберлен — Джон Блекторн
- Міфуне Тосіро — Даймьо Йоші Торонаґа
- Йоко Сімада — Леді Тода Бунтарі Маріко
- Френкі Сакаї — Даймьо Кашіґі Ябу
- Нобуо Канеко — Даймьо Йошіда
- Юкі Мегура — Омі-сан
- Хайдео Токамацу — Бунатарі-сан
- Хіромі Сенно — Фуджіко-сан
- Джон Ріс-Девіс — Вашку Родріґеш
- Алан Бадел — отець Аквіла
- Деміен Томас — отець Ельвіто
- Владко Шейбана — капітан Чорного корабля Феррейра
- Орсон Веллс — Оповідач

## Премії
Премія «Золотий глобус» за найкращий серіал — драма 1980 року.